# Jinnah Stadium (Sialkot)
Das Jinnah Stadium ist ein Cricket-Stadion in Sialkot, Pakistan.

## Kapazität & Infrastruktur
Das Stadion hat eine Kapazität von 18.000 Plätzen. Die beiden Wicketenden sind das Pavilion End und das Railway End.

## Internationales Cricket
Das erste One-Day International wurde hier im Oktober 1976 zwischen Pakistan und Neuseeland ausgetragen. Seitdem war es Spielstätte zahlreicher internationaler Begegnungen. Das erste Test-Match in diesem Stadion fand im Oktober 1978 zwischen Pakistan und Indien statt.  Seit 1996 fanden hier keine internationalen Spiele mehr statt. Der Versuch das Stadion 2007 wieder dafür zu berücksichtigen scheiterte, da ein Pavillon als zu gefährlich für die Zuschauer eingeschätzt wurde.

## Nationales Cricket
Das Stadion ist die Heimstätte von Sialkot im nationalen pakistanischen Cricket.